# Zavezniški nadzorni svet
Zavezniški nadzorni svet (angleško Allied Control Council) je bil 14. novembra 1944 ustanovljen organ, ki so ga takoj po koncu druge svetovne vojne sestavile štiri zavezniške države, predstavnice okupacijskih sil v Nemčiji.

## Ustanovitev  in namen sveta
Ta svet so sestavljali štirje poveljniki vojaških sil okupacijskih držav. Za izvajanje tekočih nalog je skrbel stalni koordinacijski odbor, ki je imel nalogo povezovati delovanje posameznih oddelkov, v katerih so bile po načelu paritete zastopane okupacijske države. V tem odboru so bili tudi namestniki vojaških guvernerjev okupacijskih sil. Na prvem sestanku poveljnikov okupacijskih sil, 5. junija 1945, je Sovjetska zveza za ustanovitev zavezniškega nadzornega sveta postavila prvi pogoj, ki je bil, da se ostale zavezniške sile umaknejo iz njene okupacijske cone.
Prvi sestanek sveta je bil 30. junija 1945, v času Potsdamske konference, drugi pa 10. oktobra istega leta. Sedež sveta je postala stavba Berlinskega komornega sodišča.
Glavni namen zavezniškega nadzornega sveta je bil v tem, da bi štiri okupacijske sile skupno odločale o ključnih vojaških, političnih in gospodarskih zadevah v vseh štirih okupacijskih conah. Poleg tega so z ustanovitvijo tega organa zavezniki poskušali zagotoviti enotno upravo v okupacijskih conah, Berlinu in, da bi nadzorovale nemško osrednjo upravo.
Prva naloga sveta je bila ukinjanje nacističnih zakonov (denacifikacija) in nadzor izvajanja priporočil, ki sta jih posredovali jaltska in potsdamska konferenca. Eden od pomembnih zakonov, ki ga je sprejel svet, izvira iz 25. februarja 1945. Ta zakon številka 46 je ukinil Prusijo.

## Razpustitev sveta
Zavezniški nadzorni svet je bil ukinjen na sestanku 20. marca 1948, ko vojaški guvernerji treh zahodnih sil niso obvestili predstavnika Sovjetske zveze o pogovorih šestih sil v Londonu, kjer so razpravljali o vključitvi treh okupacijskih con pod nadzorom ZDA, Združenega kraljestva in Francije v ameriški program izgradnje. Kot odgovor na to je sovjetska delegacija zapustila sestanek, kar je pravzaprav že samo po sebi povzročilo razpad sveta.

### Posledice razpustitve sveta
Glavna in najpomembnejša posledica razpustitve zavezniškega nadzornega sveta je bila sovjetska blokada Zahodnega Berlina, ki je trajala od 24. junija 1948 do 12. maja 1949. S to blokado je poskušala Sovjetska zveza preprečiti združitev treh zahodnih okupacijskih con ter poskušala vključiti Vzhodni Berlin v valutno območje svoje okupacijske cone, tako da bi priključila celotno mesto k svojemu območju, kar pa jim ni uspelo zaradi uvedbe zračnega mostu, preko katerega so zahodni zavezniki oskrbovali Zahodni Berlin in močne volje tamkajšnjega prebivalstva, ki se je uprlo Sovjetom.
Stalin je dokončno popustil zahodnim zaveznikom maja 1949, ko je bilo, po sporazumu Jessup-Malik, mesto odblokirano.